# 日本国铁8620型蒸汽机车
8620型（8620形）是1914年至1929年在日本制造的2-6-0型蒸汽机车，俗称八六（“ハチロク”（Hachiroku）），是日本首批量产的客运机车。 共制造8620型机车672辆。
1919年至1928年共为台铁制造8620型机车43辆，二战后由台湾铁路接管，分类为CT150。

## 保留的示例
截至2014年，日本已保存了20辆8620型机车，具体如下（在台湾也有保存）。
- 8620 ：保存在东京青梅市的青梅铁道公园
- 8630 : 保存在京都市的京都铁道博物馆中
- 28651 :保存在福井县大野市
- 48624 : 保存在北海道音更町的公园内
- 48640 :保存在青森县弘前市
- 48647 : 保存在宫崎县高千穗町
- 48650 : 保存在广岛三次市
- 48696 ：保存在福冈县大牟田市动物园
- 58623 : 保存在爱知县丰川市
- 58654 : 保存在熊本县人吉市，作为动态保存的蒸汽机车运行，直至2024年3月因車輛老化而退役改為靜態保存
- 58680 : 保存在千叶县茂原市的公园内
- 58683 : 保存在千叶县佐仓市的公园内
- 58685 : 保存在香川县多度津町多度津站前
- 68691 : 保存在山形县山形市公园内
- 68692 : 保存在德岛县德岛市的公园内
- 78626 : 保存在福冈县远贺町的公园内
- 78653 : 保存在青森县深浦町的 Wespa 椿山
- 78675 : 保存在奈良县五条市的公园里
- 78693 : 保存在福岛县郡山市郡山仓库
- 88622 : 保存在长崎县壹岐市
- CT152 : 保存在苗栗铁道文物展示馆

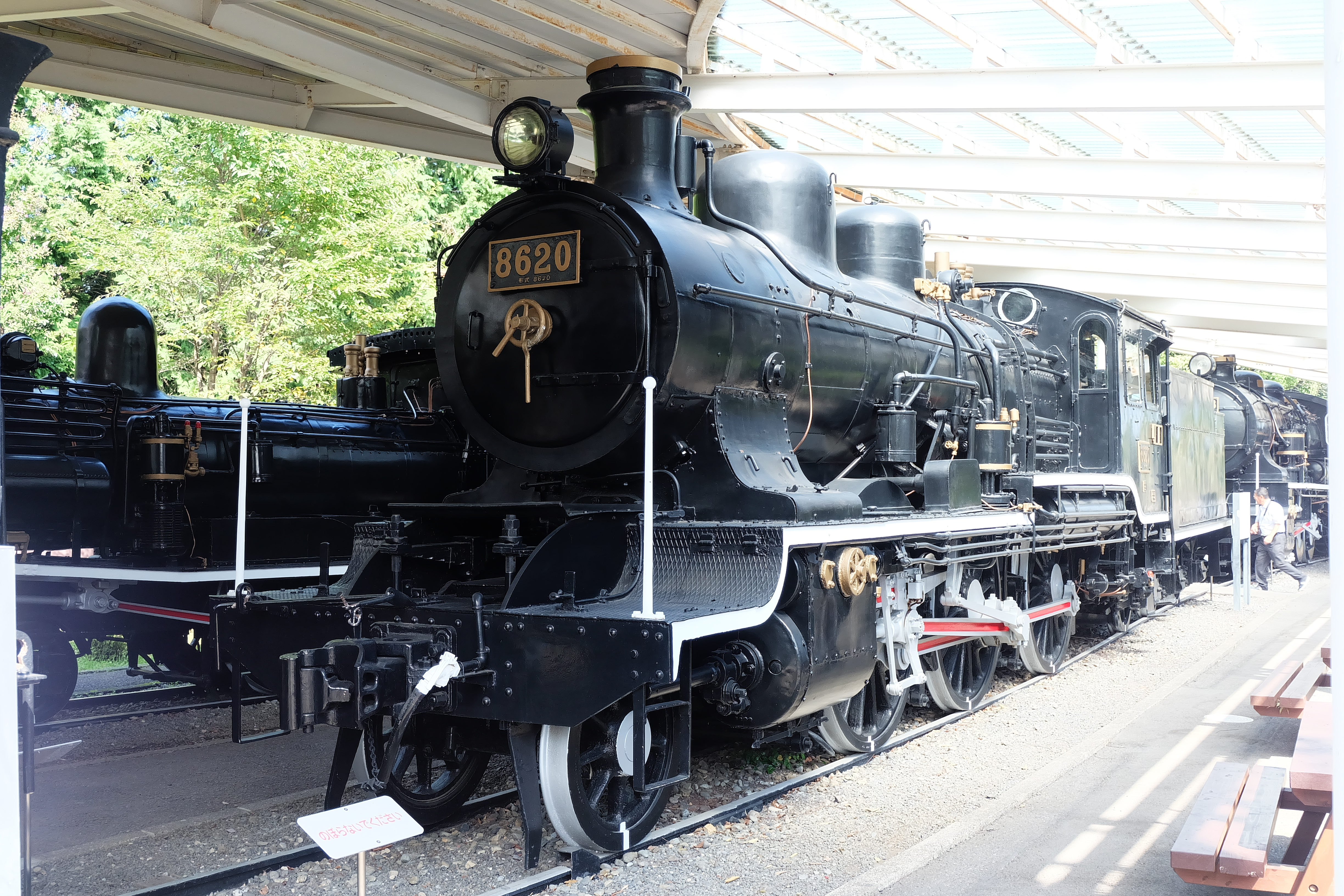
2015年9月在青梅铁道公园的8620
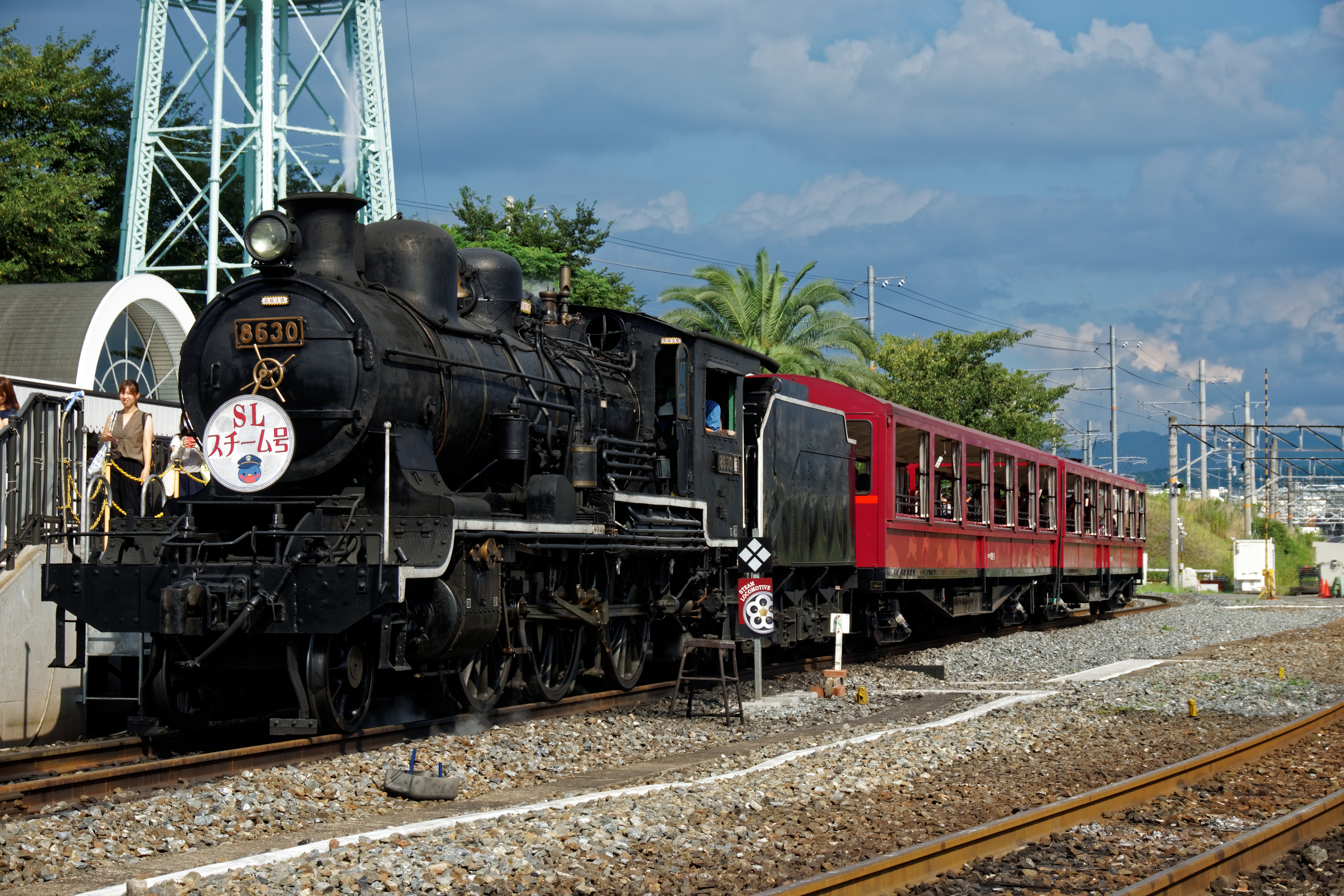
2016年8月在京都铁道博物馆保存下来的8630
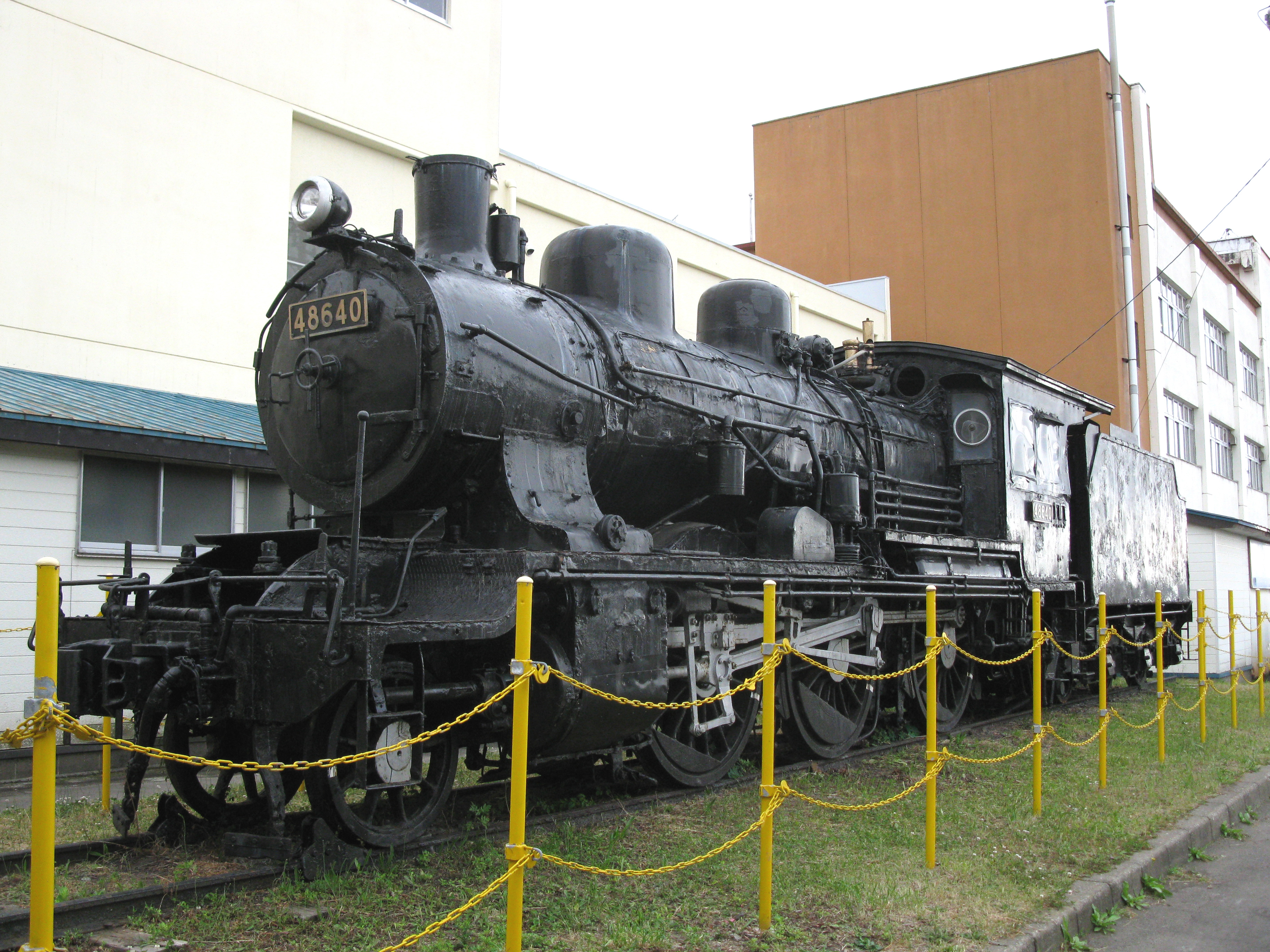
2011年6月在青森县的48640
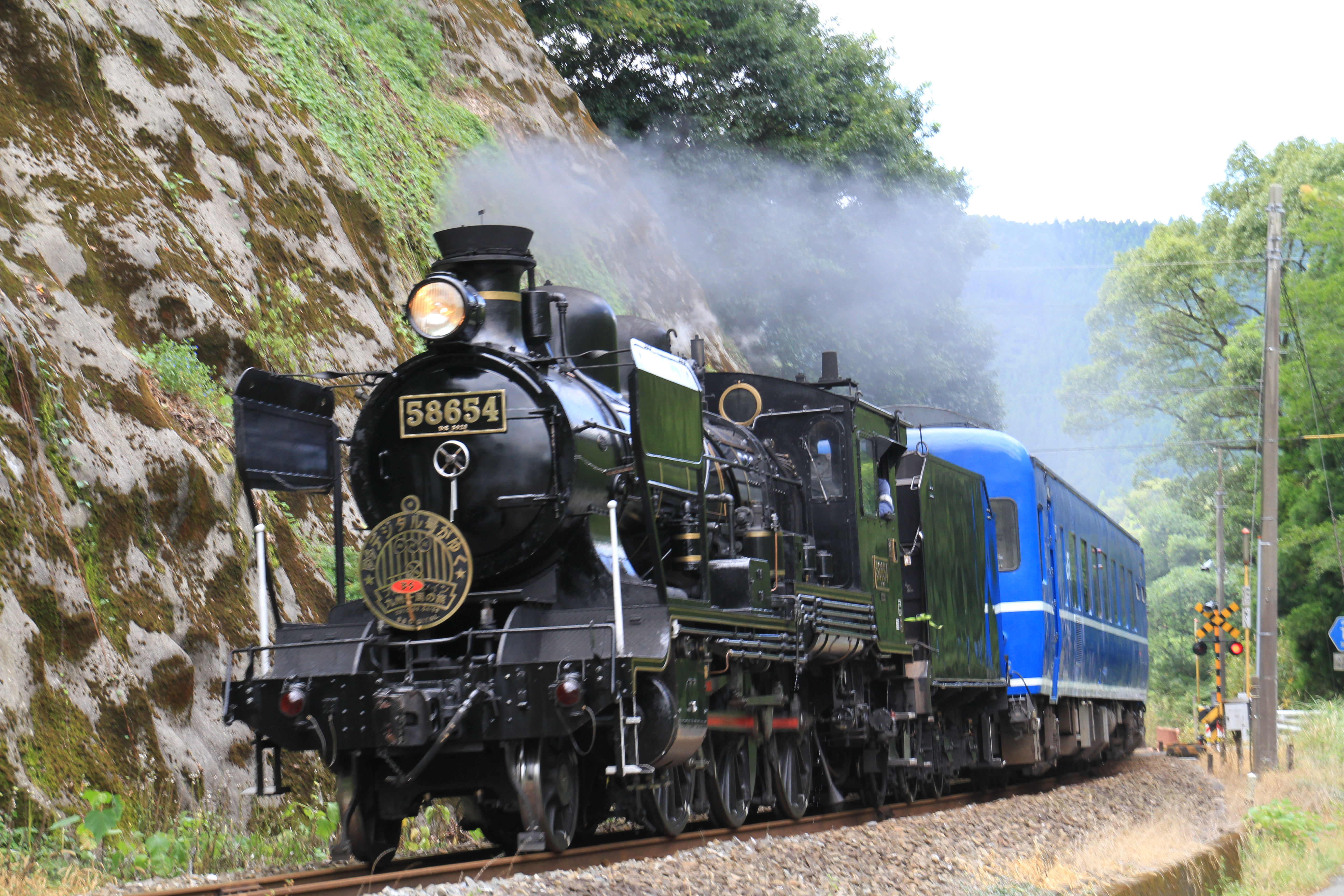
2010年9月保留并投入使用的58654(現已退役）
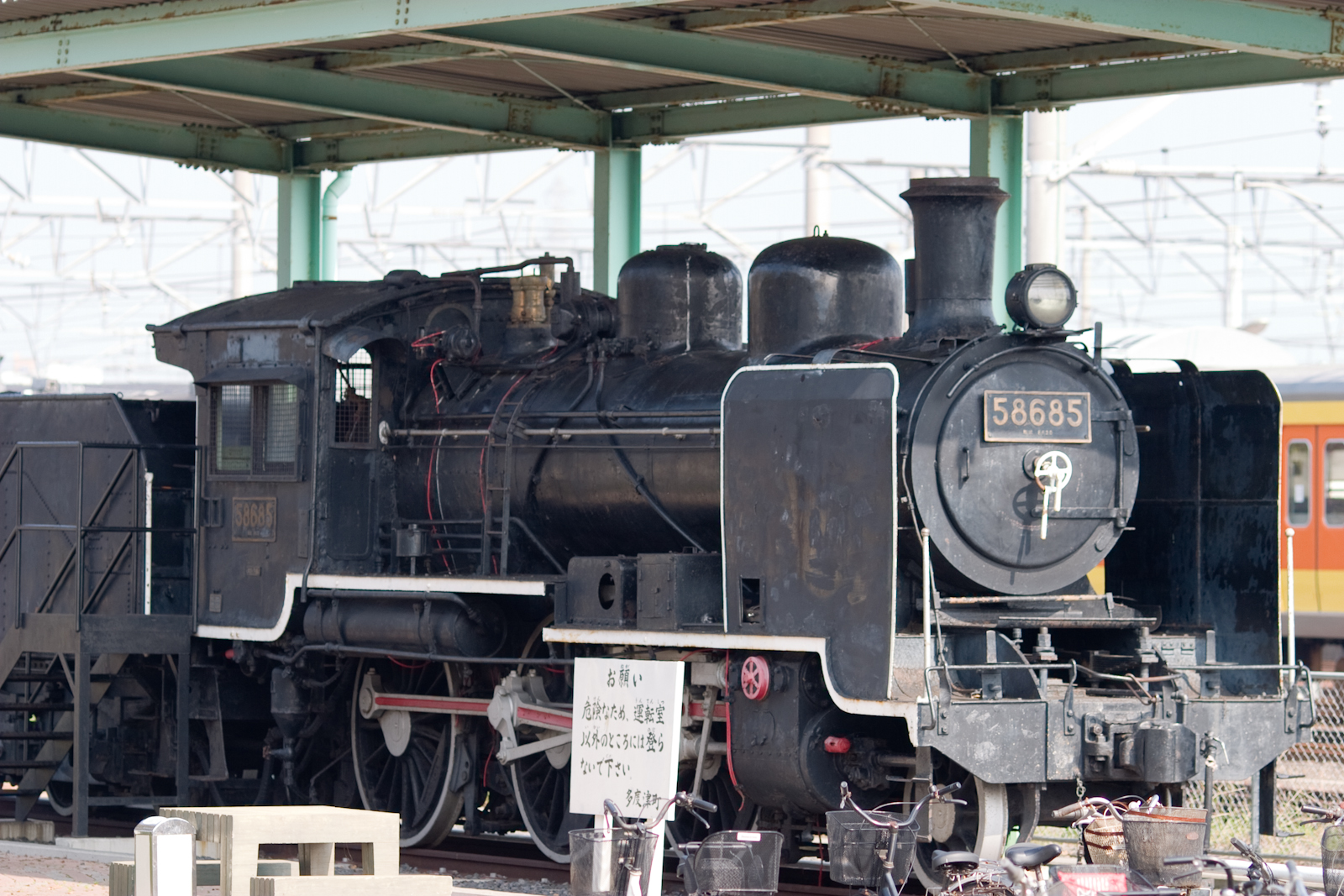
2004年10月在多度津的58685
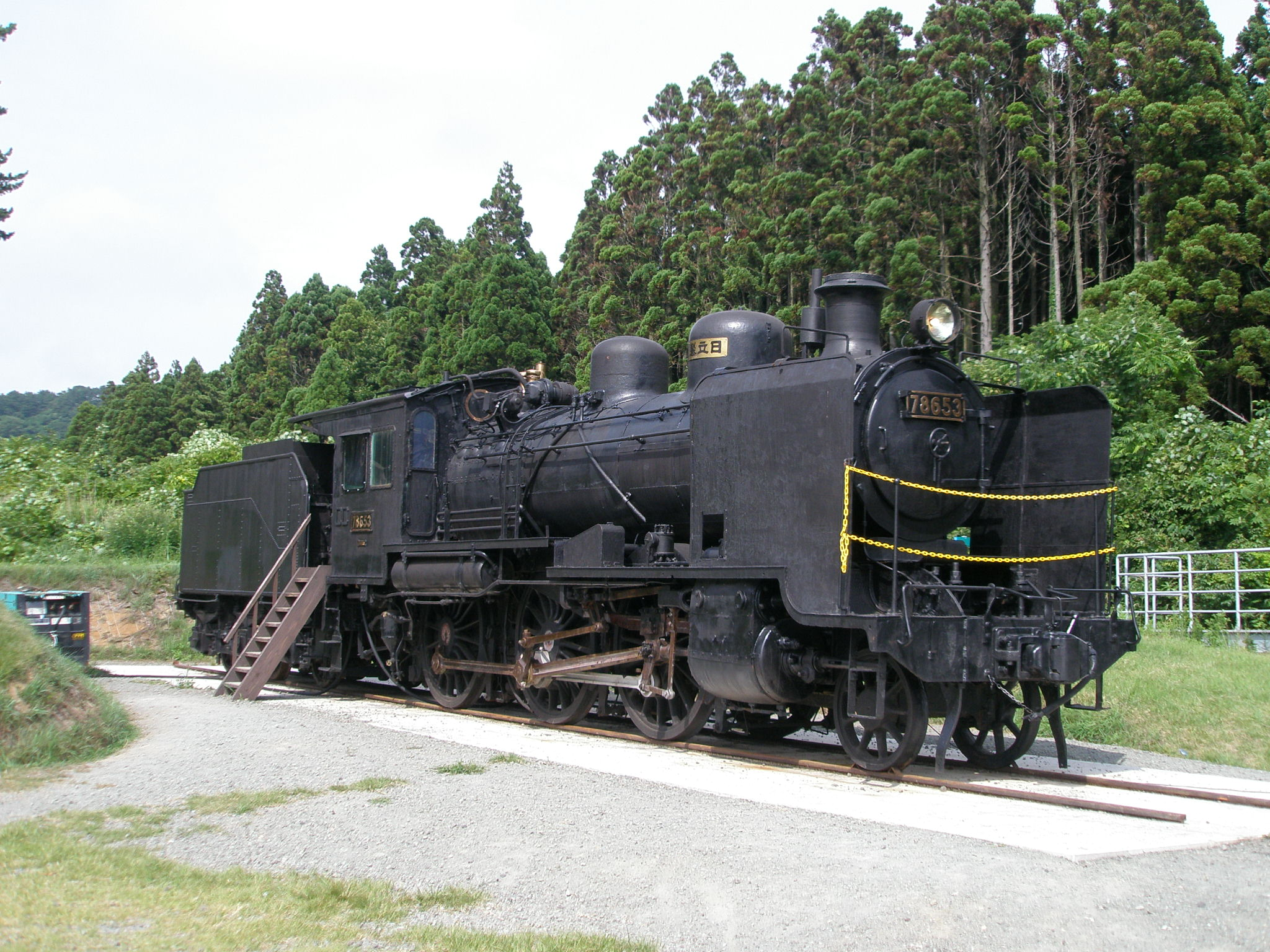
2007年8月在WeSPa椿山站的78653
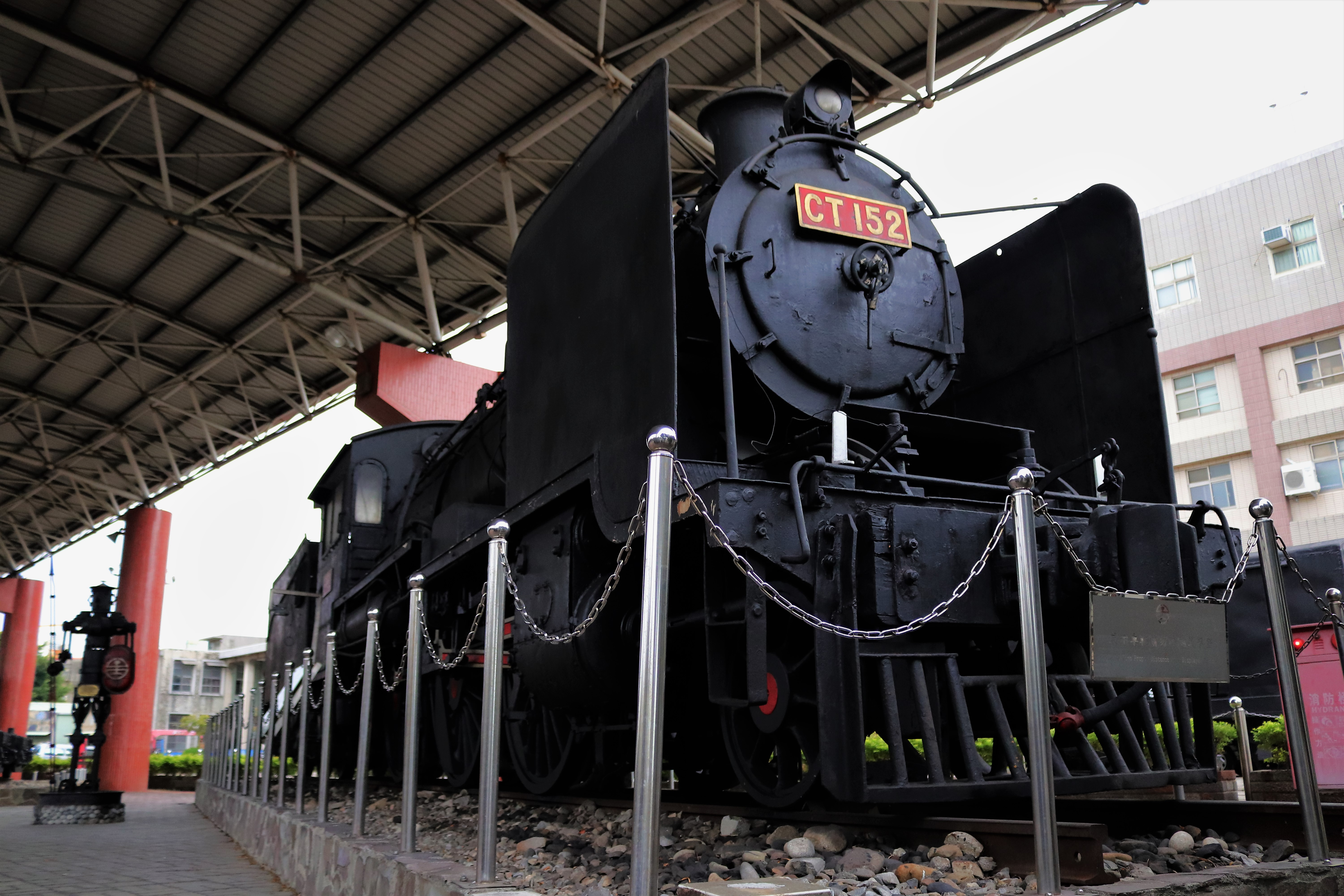
2020年10月在苗栗的台铁CT152

## 流行文化
在流行文化中，8620型亦多次出現。在美少女遊戲《愛上火車》當中，8620型蒸汽機車與其配對的「鐵路人偶」八六為遊戲的女主人公。此外，動畫電影《鬼滅之刃 無限列車篇》的背景為現在保存在青梅鐵道公園的8620號機車，該電影的爆紅亦引發了對8620型的關注。